# Tchouzik
Le Tchouzik (en russe : Чузик) est une rivière de Russie qui coule dans l'oblast de Tomsk en Sibérie occidentale. Il est avec la Kenga une des deux rivières dont la confluence donne naissance au Parabel, dont il est le constituant gauche. Il est donc un sous-affluent de l'Ob.

## Géographie
Son bassin a une superficie de 9 000 km2 (surface de taille plus ou moins équivalente à celle d'un gros département français tel la Gironde). Son débit moyen à la confluence est de plus ou moins 30 m3/s.  
Le Tchouzik naît au sein des marais de Vassiougan, dans la partie centrale de la plaine de Sibérie occidentale, au sud de l'Oblast de Tomsk, non loin de la limite avec l'oblast de Novossibirsk. La rivière coule dans une région recouverte par la taïga. Dès le début, elle adopte la direction sud-ouest/nord-est, direction qu'elle maintient grosso modo jusqu'à la fin de son parcours. La rivière traverse des régions fort peu habitées. 
Le Tchouzik finit par confluer avec la Kenga pour former conjointement le Parabel dont il est le constituant de gauche.

## Gel et navigabilité
Le Tchouzik est habituellement pris par les glaces depuis la fin du mois d'octobre ou le début du mois de novembre, et ce jusqu'à la fin du mois d'avril ou au début du mois de mai.
En dehors de cette longue période, il est navigable sur 210 kilomètres à partir de son point de confluence.

## Hydrométrie - Les débits mensuels à Ossipovo
Le débit du Tchouzik a été observé pendant 41 ans (durant la période 1956-2000) à Ossipovo, localité située à 82 kilomètres de son confluent avec la Kenga. 
Le débit inter annuel moyen ou module observé à la station d'Ossipovo sur cette période était de 27,0 m3/s pour une surface de drainage de 7 090 km2, soit près de 80 % du bassin versant de la rivière. La lame d'eau écoulée dans ce bassin versant se monte ainsi à 120 millimètres par an, ce qui peut être considéré comme peu abondant, mais correspond aux mesures effectuées sur d'autres cours d'eau de la région. 
Cours d'eau alimenté en grande partie par la fonte des neiges, le Tchouzik est une rivière de régime nivo-pluvial. 
Les hautes eaux se déroulent au printemps, en mai surtout, mais aussi en juin, et correspondent à la fin de l'hiver et à la fonte des neiges. En juin puis en juillet, le débit baisse fortement, et cette baisse se poursuit mais de manière beaucoup moins forte en août et en septembre. En octobre, le débit remonte quelque peu sous l'effet de précipitations automnales, puis survient en novembre-décembre une nouvelle baisse importante, ce qui constitue le début de la période des basses eaux. Celle-ci a lieu de décembre à mars inclus, et correspond aux gelées intenses qui s'abattent sur toute la Sibérie. 
Le débit moyen mensuel observé en mars (minimum d'étiage) est de 6,94 m3/s, soit plus ou moins 5,75 % du débit moyen du mois de mai, maximum de l'année (120 m3/s), ce qui montre l'amplitude assez élevée des variations saisonnières. Et ces écarts peuvent être plus importants encore d'après les années : ainsi sur la durée d'observation de 41 ans, le débit mensuel minimal a été de 4,32 m3/s en mars 1969, tandis que le débit mensuel maximal s'élevait à 219 m3/s en mai 1985.
En ce qui concerne la période libre de glaces (de mai à octobre inclus), le débit mensuel minimal observé a été de 3,82 m3/s en août 1998. Mais il s'agissait là d'un phénomène très exceptionnel ; des débits mensuels estivaux inférieurs à 7 m3/s sont en fait fort rares.